# Fabiola Tercero
Fabiola Tercero Castro es una periodista nicaragüense. Se ha desempeñado como comunicadora de plataformas y grupos feministas y en 2017 creó la plataforma "El Rincón de Fabi" con la intención de promover la lectura. Después del allanamiento de su casa el 12 de julio de 2024, Fabiola se encuentra desaparecida y actualmente se desconoce su paradero.

## Carrera
Fabiola se graduó en filología y comunicación de la UNAN Managua y se ha desempeñado como comunicadora de plataformas y grupos feministas.En 2017 estableció "El Rincón de Fabi", una plataforma con la dinámica de regalar libros con el trueque o rifa con el objetivo de promover la lectura y atraer a nuevos lectores.Durante la pandemia de COVID-19, Fabiola pidió permiso para realizar trueques dentro de universidades, cafetines y otros lugares. En 2023 El Rincón de Fabi había realizado diez actividades, y para enero de 2024 la plataforma había regalado más de 1.000 obras.

## Desaparición
El 12 de julio de 2024, organizaciones como el Movimiento Autónomo de Mujeres de Nicaragua (MAM) y el Centro de Asistencia Legal Interamericano de Derechos Humanos (Calidh) denunciaron que agentes policiales allanaron la casa de Fabiola.
El 20 de julio, la Asociación de Periodistas y Comunicadores Independientes de Nicaragua (PCIN) denunció la desaparición de la periodista desde el 12 de julio, expresando su preocupación por una nueva ola de persecución en contra de trabajadores de la prensa en las últimas dos semanas.La Alianza Universitaria Nicaragüense (AUN) también denunció su desaparición.El Calidh responsabilizó al Estado de su desaparición y exigió su liberación.
El paradero de Tercero se une a la lista de periodistas hostigados durante el gobierno de Daniel Ortega, específicamente a partir de la crisis sociopolítica que vive la nación.
El gobierno nicaragüense no se ha pronunciado sobre las denuncias de desaparición de Tercero, pese a que crecen las demandas dentro y fuera de Nicaragua para reclamar información sobre su paradero. Tampoco el gobierno ha informado que esté en curso algún tipo de acusación penal contra la periodista.
La Oficina para América Latina de Reporteros Sin Fronteras, una organización internacional sin ánimo de lucro europea, señaló que lo único que se sabe de Tercero es que fue desaparecida " justo después de denunciar un allanamiento a su domicilio".
El 11 de septiembre de 2024, Nicaragua aceleró una reforma de la Ley de Delitos Cibernéticos, que intensificó la represión contra críticos y periodistas. La ley tipifica como delito compartir cualquier información en las redes sociales que el gobierno considere perjudicial o falsa, pero carece de definiciones claras, lo que allana el camino para una aplicación arbitraria.
La Fundación por la Libertad de Expresión y Democracia (FLED) denunció el 7 de octubre de 2024 que la periodista feminista nicaragüense Fabiola Tercero Castro cumple 85 días de «desaparición forzada» 